# 痉挛型脑性瘫痪
痉挛型脑性瘫痪是一类以痉挛状态或高肌张力为特征的脑性瘫痪，通常会导致运动僵硬不稳。痉挛型脑性瘫痪病例根据受影响最严重的身体部位可进一步分类，包括痉挛型双侧瘫痪、痉挛型偏瘫、痉挛性四肢瘫痪和痉挛型单瘫。
痉挛型脑性瘫痪影响大脑的运动皮质，这一部分大脑皮层负责随意运动的规划和完成。痉挛型脑性瘫痪是最常见的一类脑性瘫痪，约占所有病例的80%。痉挛型脑性瘫痪是一种永久性疾病，会影响患者一生。导致痉挛型脑性瘫痪的脑损伤随着时间的推移会保持稳定不再加深，但痉挛影响患者的形式可能会发生变化。例如，随着年龄的增长，患者可能会因肌肉痉挛、肌肉退化和关节活动范围丧失而导致骨骼畸形。因此，患有痉挛型脑性瘫痪的人在不同的年龄通常会有不同的支持治疗需求。

## 发病机制
病变部位是大脑运动神经系统的锥体系统。其特点是四肢肌张力增高，可见折叠刀现象。根据发病部位不同，可分为偏瘫、截瘫、四肢瘫痪和双侧瘫痪。视觉/认知障碍和斜视常常同时存在。

## 锥体束
锥体束包括皮质延髓束和皮质脊髓束。这些是来自上运动神经元的传出神经纤维的聚集，从大脑皮层传播并终止于脑干（皮质延髓）或脊髓（皮质脊髓），并参与身体运动功能的控制。

### 功能
皮质脊髓束内的神经参与身体肌肉的运动。由于纤维的交叉，肌肉由大脑与肌肉相反的一侧提供。皮质延髓束内的神经参与头部肌肉的运动。它们参与吞咽、发声和舌头的运动。由于涉及面神经，皮质延髓束还负责传递面部表情。除了面部表情下部肌肉外，皮质延髓束的所有功能都涉及来自大脑两侧的输入。
锥体外系是指脊髓内参与不自主运动的束，但不是锥体束的一部分。它们的功能包括控制姿势和肌张力。

#### 临床意义
从大脑皮层到脊髓下端的皮质脊髓束纤维的损伤，可能会导致上运动神经元综合征。
上运动神经元受伤几天后，会出现一系列运动体征和症状，包括痉挛、反射亢进、精细运动能力丧失以及被称为巴宾斯基征的足底 伸肌反应。
症状通常与其他感觉问题一起出现。
原因可能包括中风、 脑瘫、硬膜下出血、脓肿和肿瘤等疾病、多系统萎缩等神经退行性疾病、脑膜炎和多发性硬化症等炎症以及脊髓损伤，包括椎间盘突出。
如果皮质延髓束仅一侧受损，则仅影响下面部，但如果左右两侧皮质延髓束均受累，则结果为假性延髓麻痹。这会导致吞咽、说话和情绪不稳定等问题。
严重的致残性不自主运动，如偏侧投掷或严重舞蹈病，可能会使患者精疲力竭，甚至危及生命。
过去，这种情况的治疗方法是在初级运动皮层或大脑小腿处部分切除锥体束（脚切断术）。

## 治疗
痉挛性脑瘫无法治愈，也无法逆转最初的脑损伤然而，各种治疗和辅助设备可以帮助减轻疼痛并让受影响的人获得更高的生活质量。不同的治疗组合适合每个人，并由个人及其护理团队决定。
一些常见的干预措施是：
- 物理治疗：锻炼平衡力和力量，学习行走、滚动或驾驶轮椅等技能。
- 职业治疗：帮助个人制定策略以独立或在安全舒适的协助下完成日常生活活动（例如穿衣、如厕和洗澡）的治疗。
- 矫形器：用于改善姿势和定位的支架和夹板（通常在腿或手臂上）。
- 辅助器具：轮椅、拐杖和助行器可以帮助痉挛性脑瘫患者安全行走。不同的设备可能用于不同的环境或更长的距离。脑瘫患者在运动时消耗的能量可能是正常人的 3-5 倍；因此，轮椅等设备可以减轻疲劳。
- 言语治疗：帮助某人更清晰地说话、更安全地吞咽或使用DynaVox等通信设备
- 药物：某些药物可以减轻过度活跃的肌肉僵硬并减轻疼痛。例如肉毒杆菌毒素或巴氯芬，后者通过口服或鞘内泵输送。
- 手术：在某些情况下，当疼痛和僵硬妨碍参与有意义的活动并且其他治疗无效时，建议进行骨科和/或神经手术。

## 选择性背神经根切断术( SDR )
是一种选择性切断脊髓有问题的神经根的神经外科手术。
该手术在文献中已被确认为一种外科手术，用于缓解神经肌肉疾病的阴性症状，例如痉挛性双瘫和其他形式的痉挛性脑瘫。
使用肌电图(EMG) 刺激来识别诱发痉挛的特定感觉神经，并按 1（轻度）至 4（重度痉挛）的等级进行分级。异常的神经反应（通常为 3 或 4 级）被隔离并切断，从而减轻痉挛症状。